# Muktada asz-Szadr
Szaíd Muktada asz-Szadr vagy Szaíd Moktada asz-Szadr (irakiul:سيد مقتدى الصدر, Bagdad, 1973. augusztus 12. –) iraki politikus, hitszónok, az iraki Mahdi-hadserege nevű milícia vezetője, radikális síita vezető. 2019. december 7-én beszámoltak egy Muktada asz-Szadr elleni fegyveres dróntámadásról.

## Fiatalkora
Egy iraki síita családban született, apja Mohammad Mohammad Sadeq al-Sadr síita szónok, akit 1999-ben meggyilkoltak, a szunnita Szaddám Huszein uralma alatt álló Irakban. Apjának része volt az iraki síita világ alakulásában. Két testvérét is megölték Szaddám emberei. Iránban és Libanonban tanult tovább.

## Mahdi Hadseregének élén

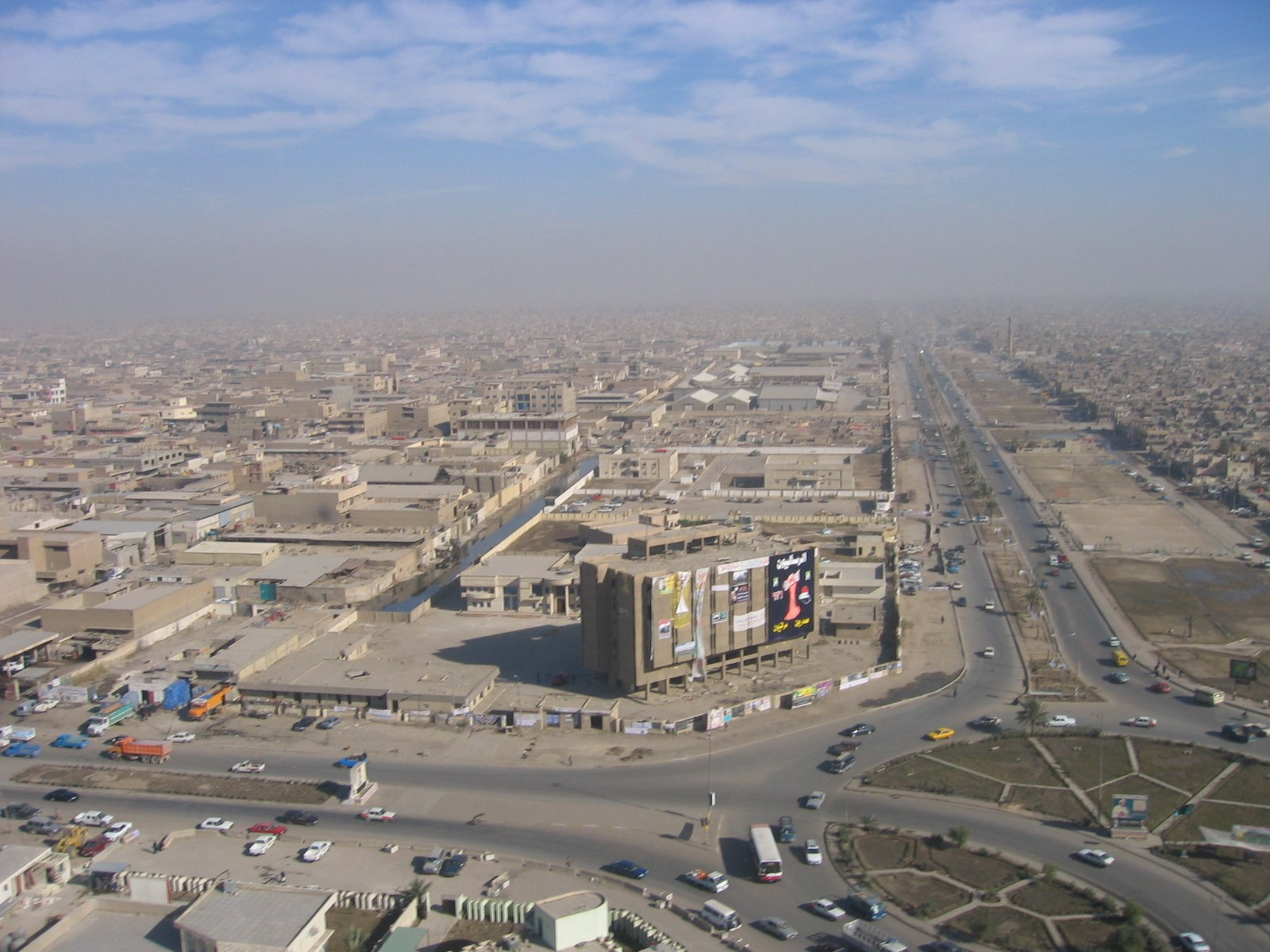
Szadrváros 2005-ben, a Szadr klán saját városrésze

A Szadr klánnak saját városrésze van és volt Irakban, Bagdadban, aminek a neve Madinat aṣ-Ṣadr (Szadrváros). Ez a rész a Szadr által alakított milíciának a Mahdi Hadseregének. Ez a 2003-ban Szaddám bukása után alakult síita milícia, önállóan működik, és többször voltak konfliktusok vele. Szadrvárosban már többször hívták hadba az ott állomásozó 50 000 főre tehető milíciát a mecsetek hangszórói. Szadr elképzelése a szabad síita állam Irakon belül. A milícia többször megmutatta sajnos ütőképességét Irakban. Sorozatos robbantásokkal és nyílt harccal szálltak szembe az amerikai és NATO katonákkal is. Legtöbbjük önként harcolva, vagy öngyilkos merénylőként áldozza fel az életét az ún. „szent cél” érdekében. Sadr 2008-ban is fenyegetőzött a milícia mozgósításával, és az újbóli harcba lépésre, de szerencsére sikerült tűzszünetet kötni a Szadr vezetése óta egyre erősödő milíciával. 2008 közepe óta a fellendülés megtorpanni látszik, korlátlan tűzszünetet kötöttek a kormánnyal, ami az eddig erős hatalom belviszályait mutatja. 2009 áprilisában és májusában újabb utcai tömegfelvonulásokat rendezett a Mahdi Hadserege. Viszont Muktada asz-Szadr régóta nem szerepelt a nyilvánosság előtt, beszédeit a mecsetekben tartja, amelyből még nem következhethetünk semmire, de a tömegfelvonulások azt is jelenthetik, hogy a 2008-as meggyengülés után, elemzők szerint újból erősödik a Mahdi Hadserege, de még mindig nyomába sem ér a 2006-os és 2007-es viszonyokhoz, amikor a terrorcsoport miatt még kijárási tilalmat is elrendeltek Bagdad egyes kerületeiben. Muktada asz-Szadr irányításával is csatlakozott a mezopotámiai al-Káida 2006 októberében az Abu Bakr al-Bagdadi vezette iraki Iszlám Állam-hoz.  Az  iraki iszlamista ellenállás ernyőszervezetének célja egy iraki iszlám kalifátus kikiáltása.